# Charles Martin Hall

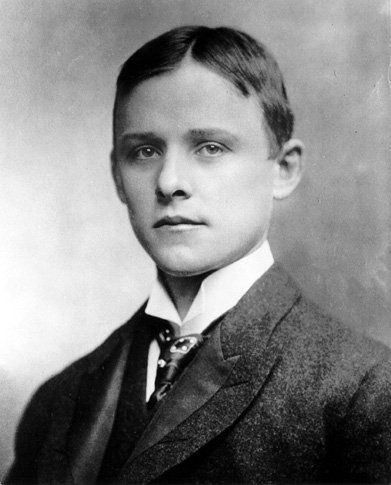
Charles Martin Hall.

Charles Martin Hall (6 de diciembre de 1863 - 27 de diciembre de 1914) fue un inventor e ingeniero estadounidense, famoso por su descubrimiento en 1886 de un método barato para producir aluminio, que se convirtió así en el primer metal en lograr un uso generalizado desde el descubrimiento prehistórico del hierro.

## Biografía
Charles Hall nació en Thompson,el 6 de diciembre de 1863, Su familia se trasladó a Oberlin (Ohio) en 1873, donde se graduó en la Oberlin High School. En 1880 ingresó en el Oberlin College, donde se licenció en 1885.
Hall produjo las primeras muestras de aluminio el 23 de febrero de 1886, tras varios años de intenso trabajo. Hall fabricaba él mismo la mayoría de sus instrumentos y preparaba sus propias sustancias químicas. También contó con la ayuda de su hermana mayor Julia Gall. Su invención básica consistía en hacer pasar una corriente eléctrica por un baño de alúmina disuelta en criolita; el aluminio recién formado se acumulaba en el fondo de la retorta. El 9 de julio de 1886 Hall solicitó su primera patente. Este proceso fue descubierto también casi al mismo tiempo por el francés Paul Héroult, y ha llegado a ser conocido como proceso Hall-Héroult.
Al no lograr hallar respaldo financiero para su trabajo en Oberlin, Hall marchó a Pittsburgh (Pensilvania), donde entró en contacto con el célebre metalúrgico Alfred E. Hunt. Ambos fundaron la Reduction Company of Pittsburgh, que abrió las primeras plantas de producción de aluminio a gran escala. La Reduction Company se convirtió más tarde en la Aluminum Company of America y luego en Alco. Hall era un accionista principal y se hizo rico.
El proceso Hall-Héroult disminuyó el precio del aluminio en un factor de 200, haciéndolo asequible para muchos usos prácticos. Para 1900 la producción anual alcanzó las cerca de 8000 toneladas. Actualmente se produce más aluminio que todos los demás metales no ferrosos juntos.
Hall continuó su labor de investigación  durante el resto de su vida y obtuvo 22 patentes en Estados Unidos, la mayoría sobre la producción de aluminio. Ingresó en el Consejo de Administración del Oberlin College. Fue vicepresidente de Alco hasta su muerte en 1914 en Tampa (Florida). Murió soltero y sin hijos y fue enterrado en el cementerio Woodland de Oberlin.

## Reconocimiento
Hall hue uno de los benefactores más importantes de la Oberlin College. Los estudiantes están orgullosos de la estatua de Hall hecha de aluminio. Debido a su poco peso, la estatua de Hall fue una vez famosa por los frecuentes cambios en su ubicación, a menudo debidos a bromas estudiantiles. Actualmente la estatua está pegada a un gran bloque de granito y situada más permanentemente en la segunda planta del nuevo centro de ciencias de Oberlin, donde los estudiantes siguen decorándola en navidades y otras ocasiones.
Hall ganó la Medalla Perkin, el mayor premio a la química industrial estadounidense, en 1911. En 1997 la producción de aluminio mediante electroquímica descubierta por Hall fue designada un Hito Químico Histórico Nacional por la American Chemical Society.